# Johann Georg (Mecklenburg)

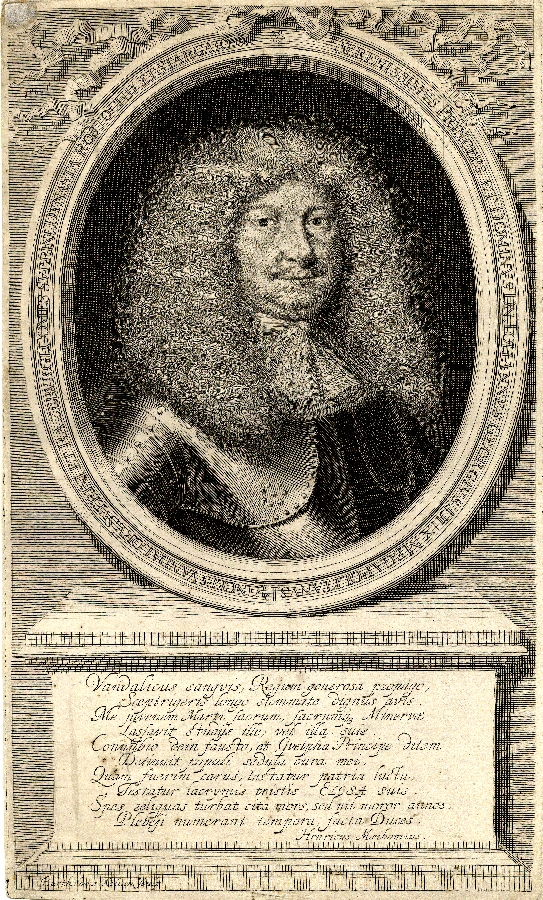
Johann Georg

Johann Georg, Herzog zu Mecklenburg [-Schwerin] (* 3. Mai 1629 in Schloss Lichtenburg bei Prettin; † 9. Juli 1675 in Mirow) war ein Prinz des Hauses Mecklenburg-Schwerin.

## Leben
Prinz Johann Georg entstammte der Linie Schwerin des mecklenburgischen Fürstenhauses und wird der 17. Generation seines Geschlechts zugerechnet. Er wurde als fünftes Kind und drittältester Sohn des Herzogs Adolf Friedrich I. in dessen erster Ehe mit Anna Maria, Tochter des Grafen Enno III. von Ostfriesland, geboren und wuchs in der kinderreichsten Familie auf, welche das mecklenburgische Fürstenhaus jemals erlebt hat (sein Vater hatte in zwei Ehen 19 Kinder). Seine Kindheit verbrachte er gemeinsam mit seiner Schwester Anna Maria während der Verbannung des Vaters am Hof der sächsischen Kurfürstenwitwe Hedwig von Dänemark und Norwegen in Schloss Lichtenburg bei Prettin.
Johann Georg wurde nach seinem Bruder Karl mit dem Amt Mirow apanagiert. 1648 war die Komturei Mirow säkularisiert und in ein herzoglich mecklenburgisches Verwaltungsamt mit Sitz in Mirow umgewandelt worden.
Unter dem Beinamen „der Brechende“ war Johann Georg Mitglied der Fruchtbringenden Gesellschaft in Weimar, der größten literarischen Gruppe des Barock.
Für die Dynastie blieb Johann Georg bedeutungslos. Als Nachfolger des Vaters wurde sein ältester Bruder, Christian Ludwig I., 1658 regierender Herzog des Landesteils Mecklenburg-Schwerin. Sein jüngster Halbbruder, Adolf Friedrich, erstritt die dritte mecklenburgische Hauptlandesteilung und bestieg 1701 als Adolf Friedrich II. den Thron des neu gebildeten Landesteils Mecklenburg-Strelitz. Johann Georg selbst verheiratete sich am 2. Februar 1675, nur wenige Monate vor seinem Tod, mit Elisabeth Eleonore von Braunschweig-Wolfenbüttel. Die Ehe blieb kinderlos.
Er starb in Mirow an der Folge eines Giftes, welches ihm statt einer Medizin versehentlich verabreicht worden war und wurde in der Fürstengruft Mirow beigesetzt. Sein Sarg ist nicht erhalten.